# Gustavia (Saint-Barthélemy)
Pour les articles homonymes, voir Gustavia.
Gustavia est le principal bourg de l'île de Saint-Barthélemy et le chef-lieu de cette collectivité d'outre-mer française des Antilles.

## Géographie
Gustavia est située sur la côte occidentale de Saint-Barthélemy. La ville est bâtie autour du port de Gustavia, une anse naturelle ouvrant sur la rade de Gustavia.

## Histoire

### Les Hospitaliers
En 1674, après l'achat de l'île par la France à l'ordre de Saint-Jean de Jérusalem qui en était le propriétaire depuis 1651, le site de Gustavia est nommé « Le Carénage », probablement du fait de l'abri qu'il procure pour permettre de caréner les bateaux.

### Colonie suédoise

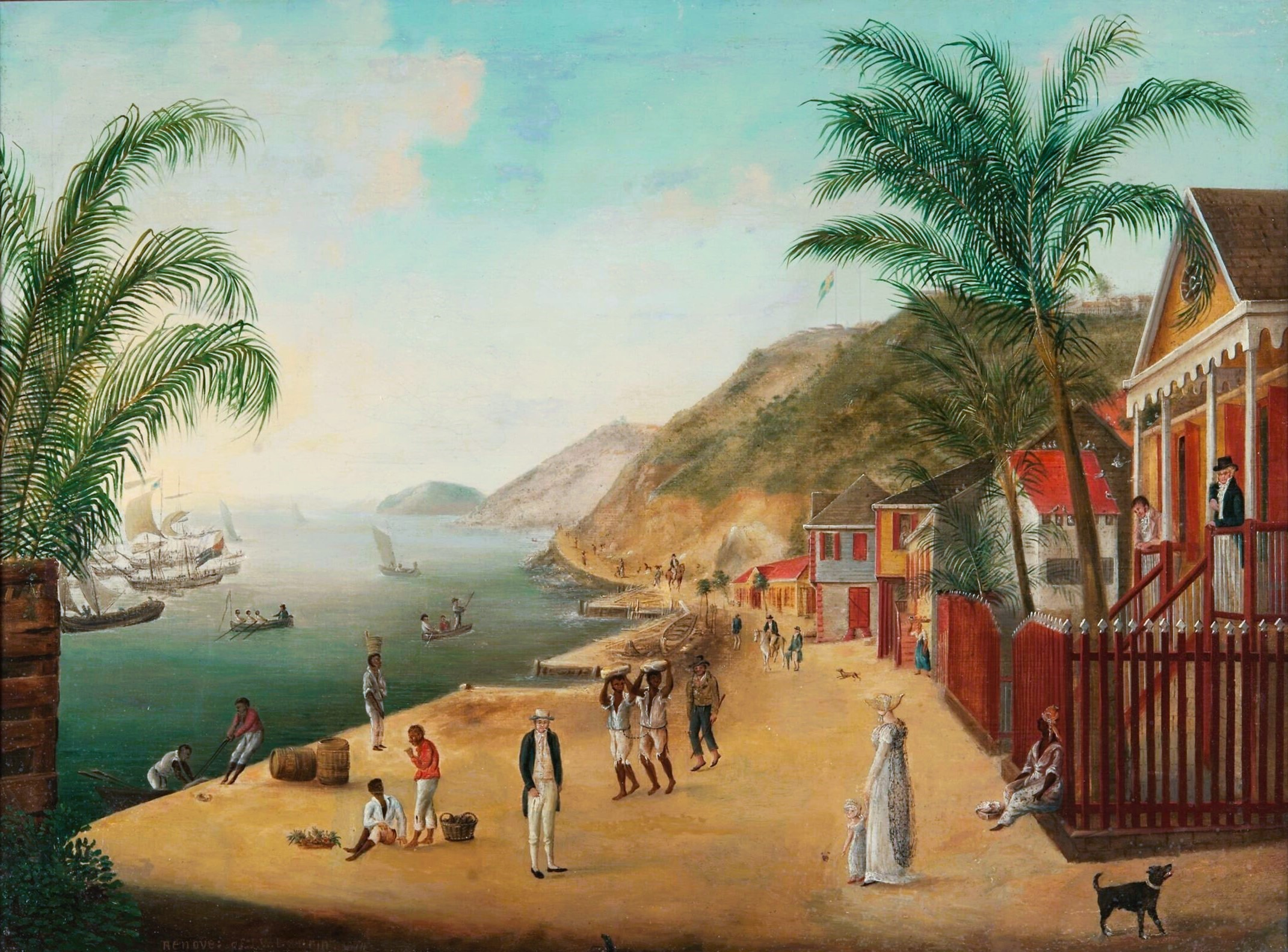
Le port de Gustavia au début du XIXe siècle. La Suède n'y abolit l'esclavage qu'en 1847.

Par le traité du 1er juin 1784, Saint-Barthélemy est cédée par la France à la Suède contre un droit d'entrepôt à Göteborg. Depuis ce port, la Suède se lancera dans la traite négrière. En 1787, le bourg du Carénage est renommé « Gustavia » en l'honneur du roi de Suède Gustave III. Mis à part quelques maisons en bois aux balcons ouvragés avec de belles varangues, il ne reste pas de témoignage du passé scandinave de l'île.

### Rétrocession à la France
L'île est rétrocédée par un traité en date du 10 août 1877 et à la suite de l'approbation de la population insulaire qui fut consultée par référendum. L'accord garantit le maintien du statut de port franc.

## Administration
Gustavia n'a pas le statut de commune, mais est l'un des 40 quartiers qui divisent administrativement la collectivité de Saint-Barthélemy dont elle est le chef-lieu. C'est à ce titre que l'hôtel de la collectivité s'y trouve, ainsi que l'ensemble des services publics administratifs tel qu'une antenne de la préfecture qui est située à Saint-Martin.

## Climat
| Mois                     | jan. | fév. | mars | avril | mai  | juin | jui. | août  | sep.  | oct.  | nov.  | déc. | année |
| ------------------------ | ---- | ---- | ---- | ----- | ---- | ---- | ---- | ----- | ----- | ----- | ----- | ---- | ----- |
| Température moyenne (°C) | 25,2 | 25,3 | 25,6 | 26,4  | 27,3 | 28,1 | 28,1 | 28,1  | 28,2  | 27,9  | 26,8  | 25,7 | 26,9  |
| Précipitations (mm)      | 58,1 | 46,4 | 50,6 | 58,2  | 91,4 | 54,5 | 79,4 | 101,7 | 111,2 | 125,8 | 108,3 | 98,4 | 984   |

## Lieux et monuments

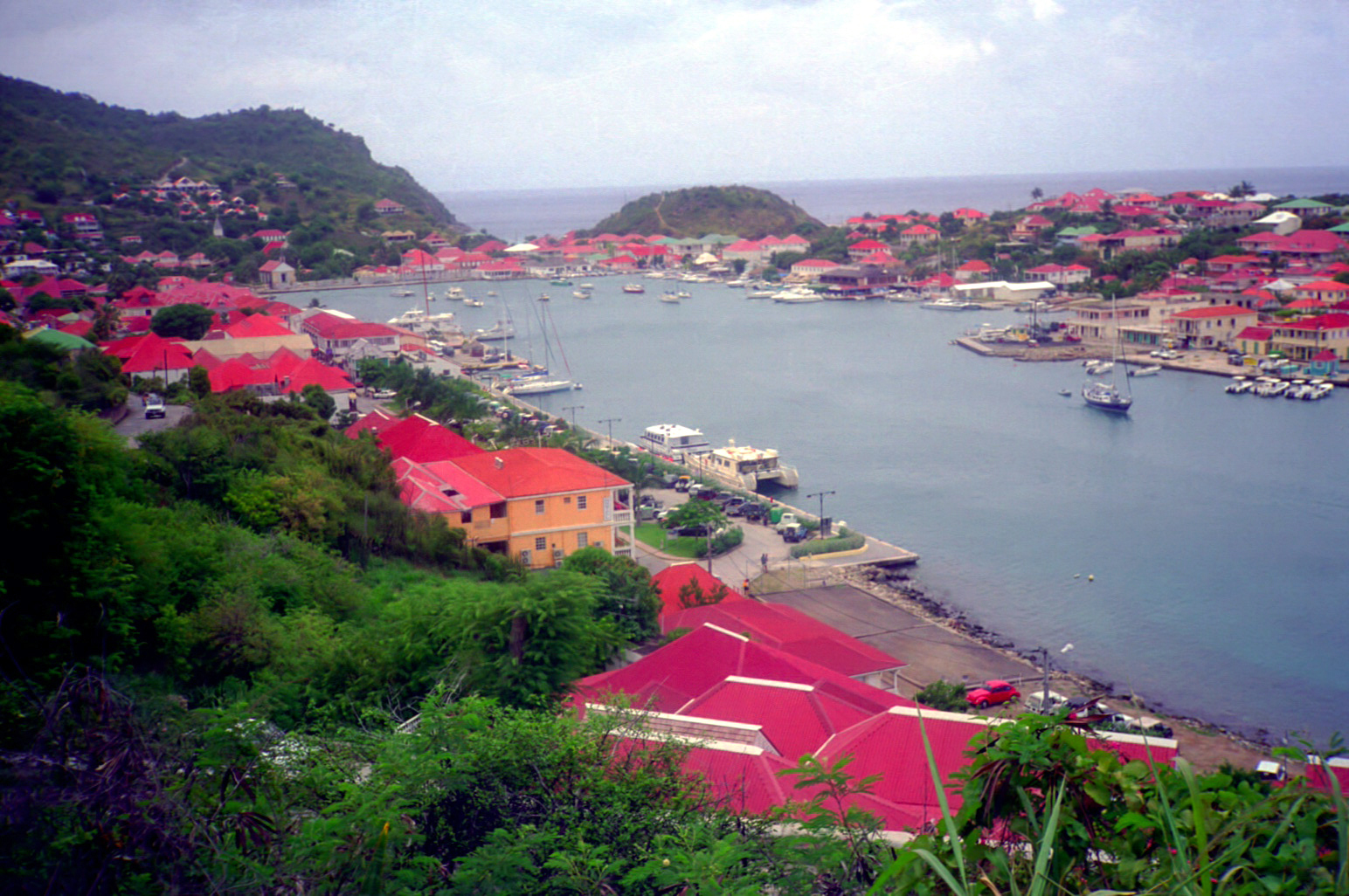
Port de Gustavia.

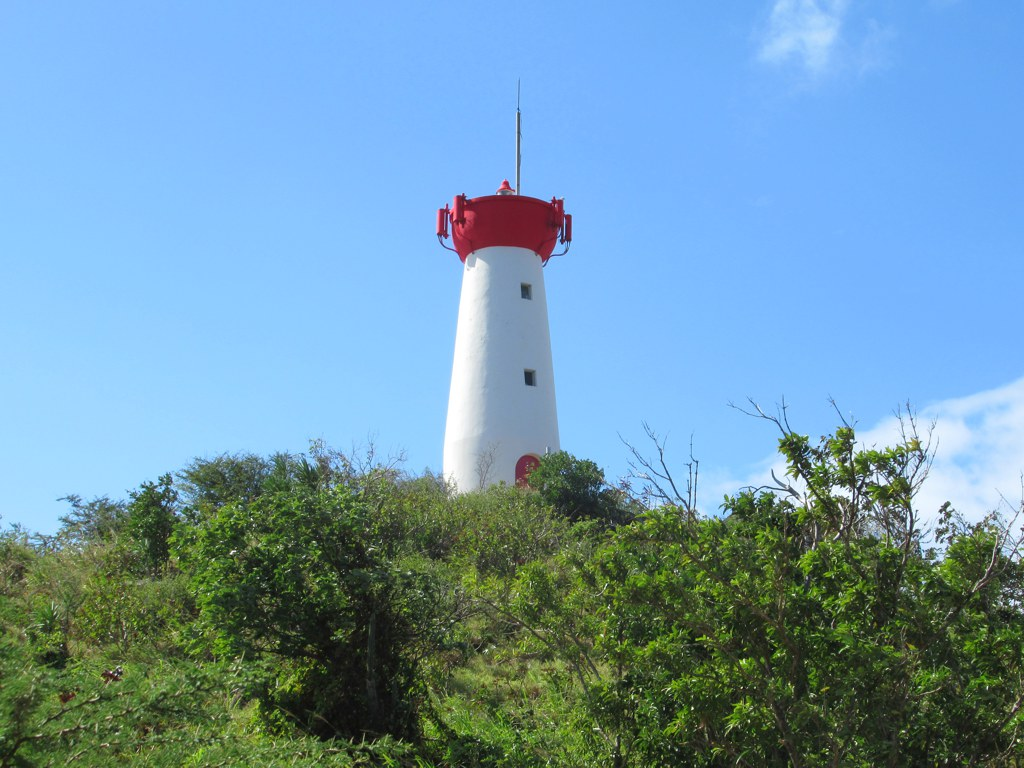
Le phare de Gustavia au sommet de sa colline juste avant Public.

Gustavia possède plusieurs édifices inscrits ou classés aux monuments historiques :
- Batterie suédoise du fort Gustav III, actuelle station météorologique[4] ;
- Clocher suédois de Gustavia, en pierre et en bois, abritant une cloche fondue en 1799 à Stockholm[5] ;
- Église Notre-Dame-de-l'Assomption de Gustavia[6] ;
- Église de Lorient de Saint-Barthélemy[7] ;
- Maison Dinzey, dite Le Brigantin[8] ;
- Maison des Gouverneurs de Gustavia  (ancienne mairie)[9] ;
- Presbytère de l'église catholique de Gustavia [10] ;

Parmi les autres monuments :
- Fort Karl ;
- Phare ;

Gustavia, Saint Barthélemy, peinture d'Arnold Plagemann, vers 1840-1850.

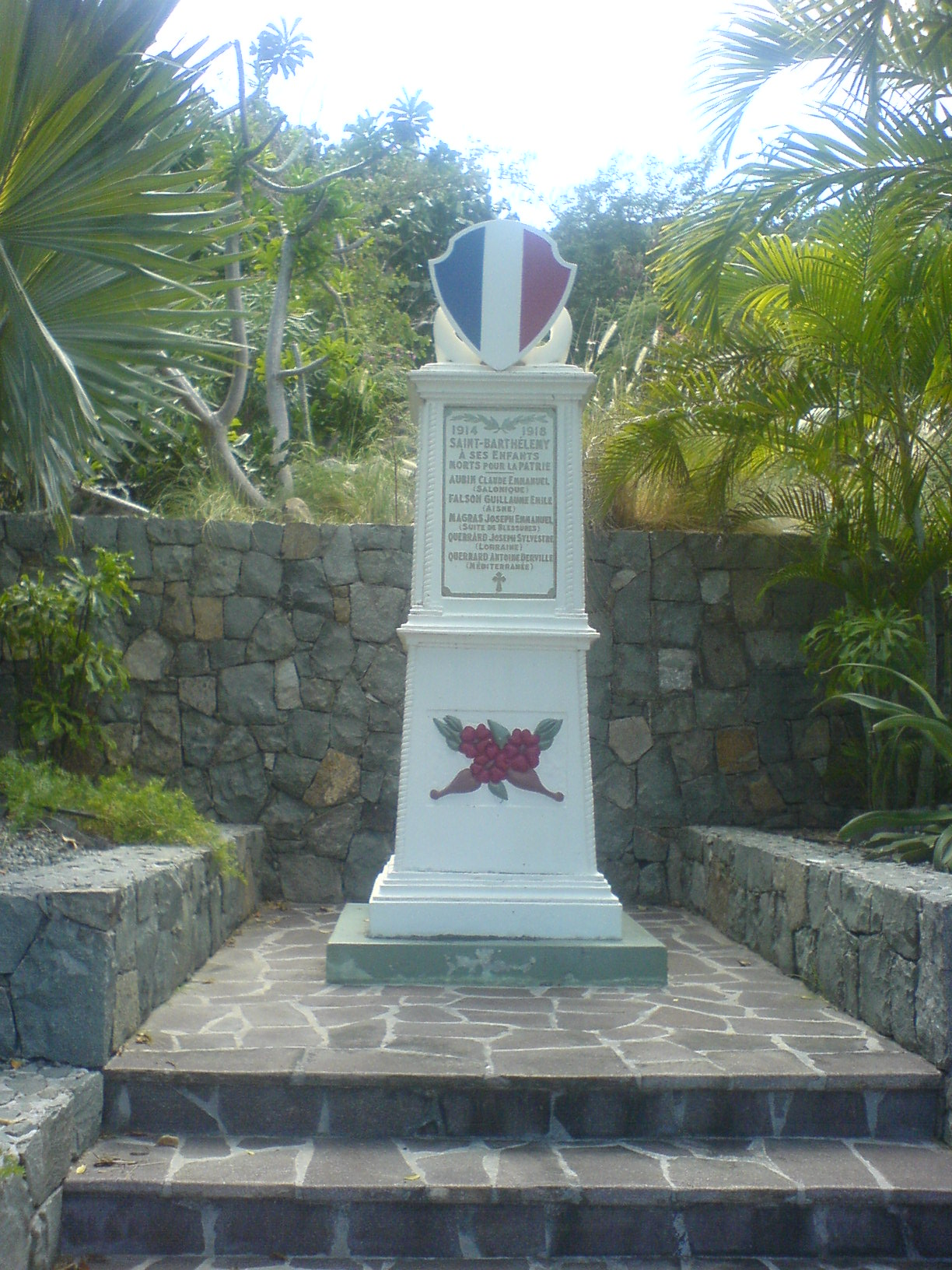
Le monument aux morts de la première guerre mondiale.

- Sous-préfecture de Gustavia (ancienne prison suédoise) ;
- Wall House (musée - bibliothèque) ;
- Musée « Le P'Tit Collectionneur »
- Bibliothèque Municipale de Gustavia [11].

## Transports
Gustavia est accessible en avion depuis l'aéroport Rémy de Haenen, mais celui-ci n'est adapté qu'aux petits avions. L’aéroport international Princesse-Juliana de Sint Maarten est utilisé par la plupart des visiteurs internationaux. Les ferries partent du terminal de ferry de Gustavia vers Marigot, Philipsburg,.

## Shell Beach
Shell Beach est une plage de Gustavia accessible à pied depuis le centre. Elle ne contient pas de sable, mais se compose uniquement de petits coquillages finement broyées. À l'origine, elle s’appelait Anse de Grand Galet. Dans les années 1960 et 1970, le port de Gustavia a été dragué et le sable ainsi que les coquillages ont été utilisés pour construire cette plage qui mesure environ 1 km de long. Elle est située au sud des ruines du Fort Karl,. Le sport populaire à Shell Beach consiste à sauter dans l'eau à partir des falaises.

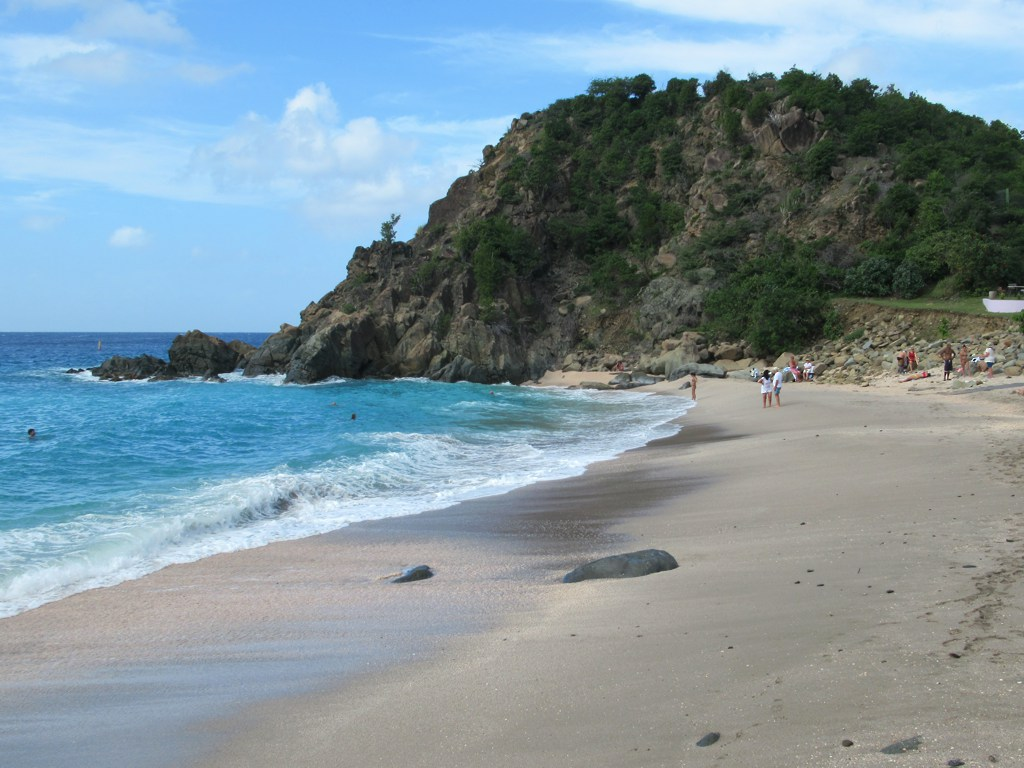
Shell Beach avec la colline sur laquelle se trouvent les ruines de Fort Karl.

## Personnalités liées à la ville
- Eugénie Blanchard (1896-2010), doyenne de l’humanité, y est née.
- Hugues Destrem (1754-1804), révolutionnaire, y est mort.

## Galerie

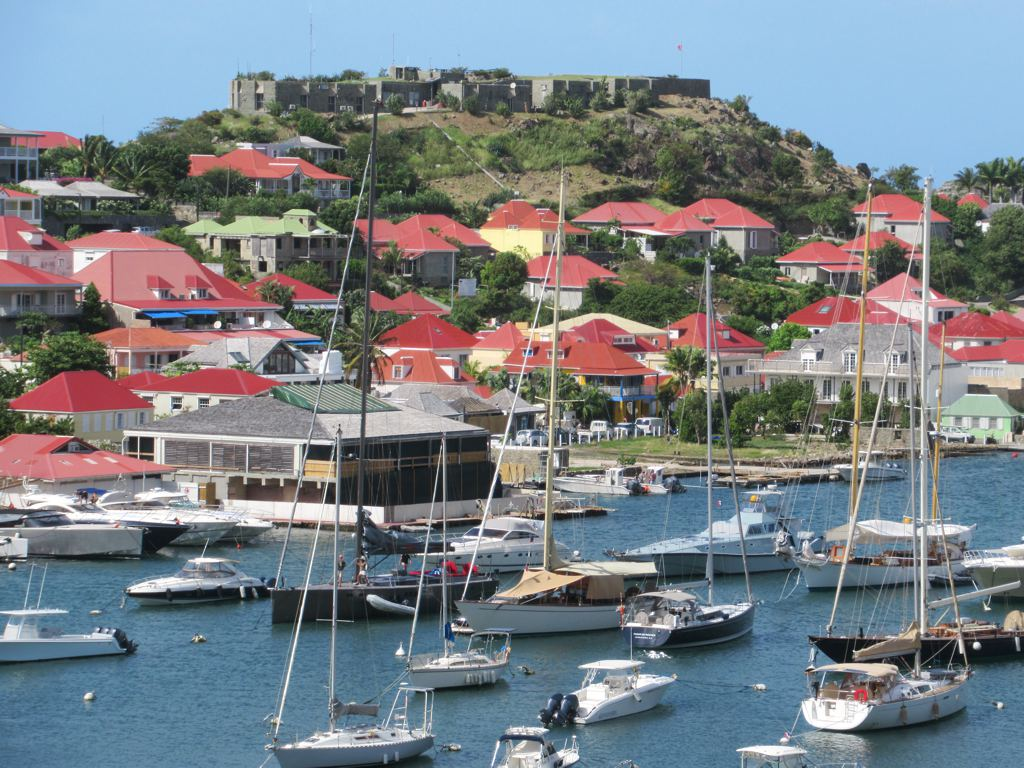
Fort Oscar vu du port de plaisance.
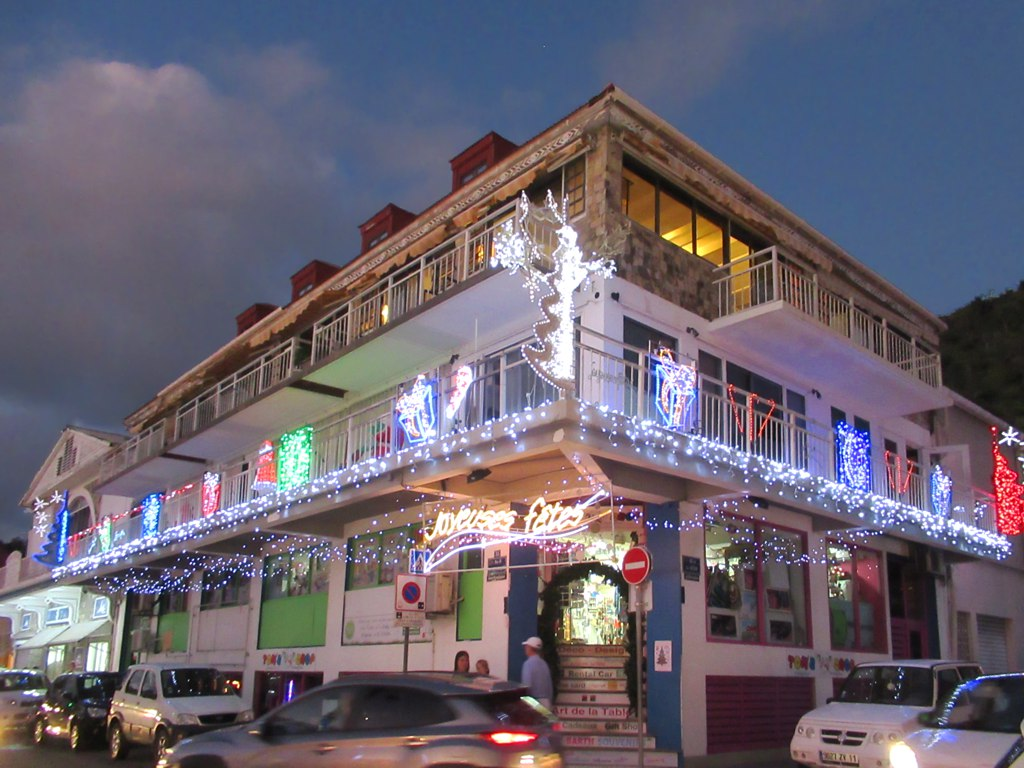
Gustavia le soir.
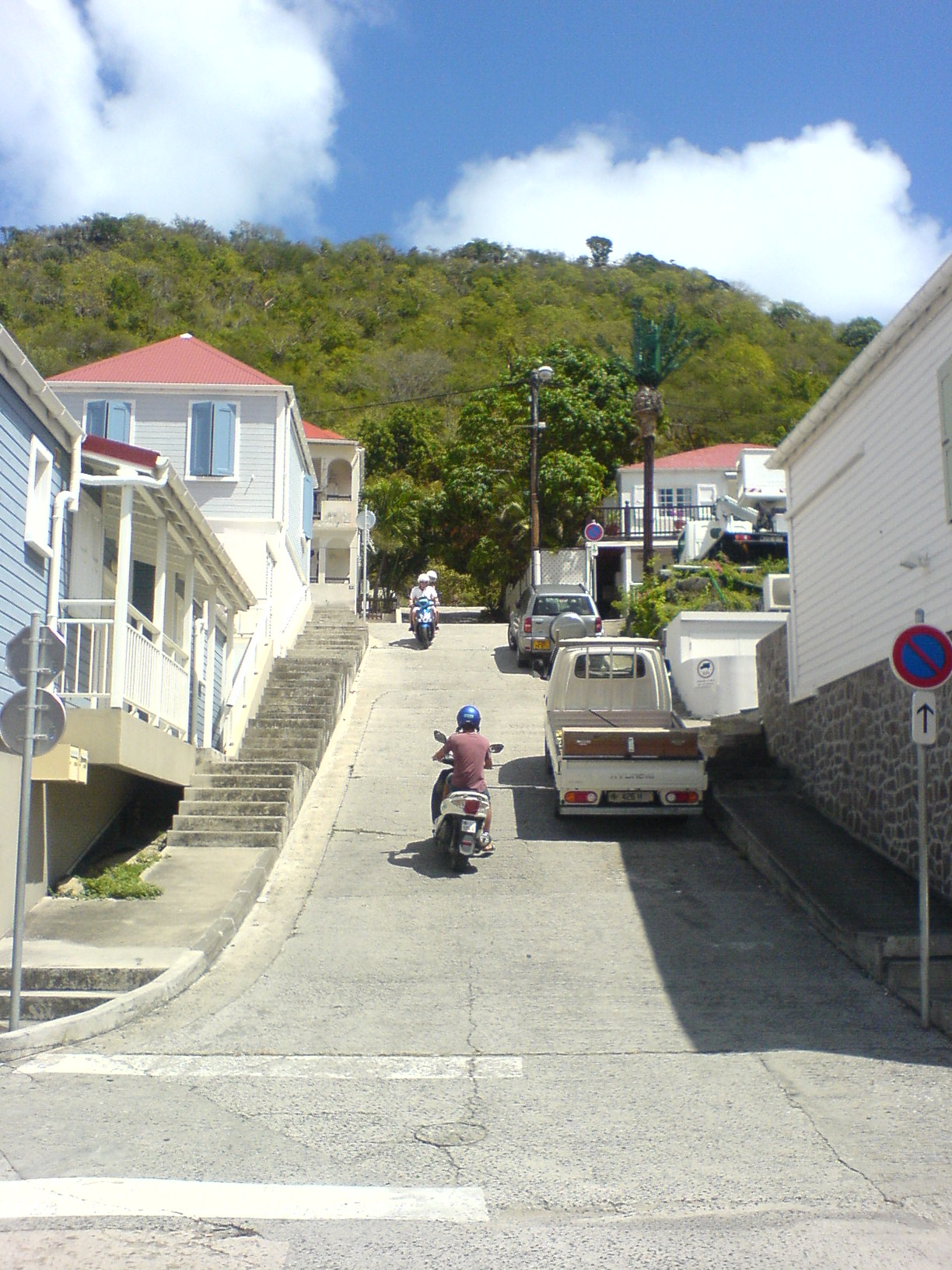
Rue escarpée à Gustavia.
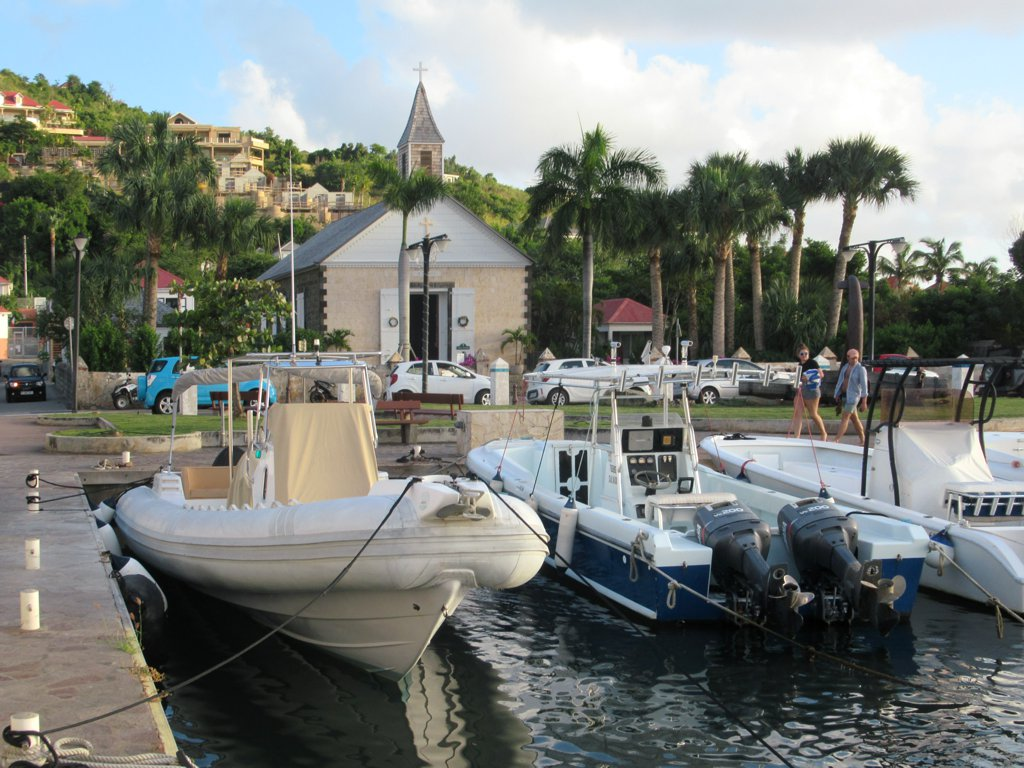
L'église anglicane près du port.